# Scatopsciara monocerosa
Scatopsciara monocerosa är en tvåvingeart som beskrevs av Werner Mohrig 1996. Scatopsciara monocerosa ingår i släktet Scatopsciara och familjen sorgmyggor. Inga underarter finns listade i Catalogue of Life.